# بيرسى هيلتون
بيرسى هيلتون (بالإنجليزية: Percy Helton) هو ممثل أمريكي، ولد في 31 يناير 1894 بنيويورك في الولايات المتحدة، وتوفي في 11 سبتمبر 1971 بهوليوود في الولايات المتحدة.

## أعمال

### أفلام
- (1947) معجزة في شارع 34
- (1950) سيرانو دي برجراك
- (1953) ادعني مدام
- (1953) الرداء
- (1954) 20000 فرسخ تحت الماء[3]
- (1956) ديان
- (1965) أبناء كيتي إلدر
- (1968) رأس
- (1969) بوتش كاسيدي وساندانس كيد[4]

### مسلسلات
- باتمان

## وصلات خارجية
- بيرسى هيلتون على موقع IMDb (الإنجليزية)
- بيرسى هيلتون على موقع ألو سيني (الفرنسية)
- بيرسى هيلتون على موقع أول موفي (الإنجليزية)
- بيرسى هيلتون على موقع قاعدة بيانات برودواي على الإنترنت (الإنجليزية)
- بيرسى هيلتون على موقع قاعدة بيانات الأفلام السويدية (السويدية)
- بيرسى هيلتون على موقع إن إن دي بي (الإنجليزية)
- بيرسى هيلتون على موقع قاعدة بيانات الفيلم (الإنجليزية)
- بيرسى هيلتون على موقع كينوبويسك (الروسية)